# Spindalis
Spindalis is een geslacht van zangvogels uit de familie Spindalidae.

## Soorten
Het geslacht kent de volgende soorten:
- Spindalis dominicensis  –  Hispaniolaspindalis
- Spindalis nigricephala  –  Jamaicaanse spindalis
- Spindalis portoricensis  –  Puertoricaanse spindalis
- Spindalis zena  – Westelijke spindalis